# Hrib-Loški Potok
Hrib-Loški Potok – wieś w Słowenii, w gminie Loški Potok. W 2018 roku liczyła 379 mieszkańców.